# Rio dos Patos
O rio dos Patos é um curso de água do estado do Paraná.
Nasce no limite dos municípios de Inácio Martins com o município de Prudentópolis. Na confluência do rio dos Patos com o rio São João, surge o rio Ivaí.